# Adolfo di Dalberg
Adolfo di Dalberg (Spira, 29 maggio 1678 – Hammelburg, 3 novembre 1737) è stato un abate tedesco, fürstabt (principe-abate) benedettino di Fulda e fondatore dell'università della città.

## Biografia

### La famiglia
Proveniente dall'antica famiglia patrizia cattolica e cosmopolita dei Dalberg, Adolf era figlio del presidente della corte imperiale di giustizia, Philipp Franz Eberhard von Dalberg (1635-1693) e di sua moglie, Anna Katharina Franziska von Dalberg (1644-1679). Suoi nonni materni erano Johann XXV von Dalberg e Anna Antonietta von der Leyen e pertanto suoi zii erano gli arcivescovi di Magonza, Karl Kaspar von der Leyen e Damian Hartard von der Leyen.
Due dei fratelli di Adolf furono canonici a Würzburg, mentre un altro suo fratello, Damian Casimir (1675-1717), fu comandante del reggimento dell'Ordine Teutonico che servì sotto il principe Eugenio di Savoia e cadde nel corso della battaglia di Belgrado.

### La carriera

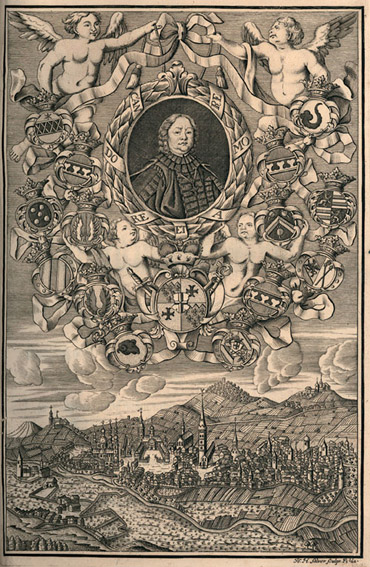
Il principe-abate Adolf von Dalberg in una litografia celebrativa d'epoca

Crebbe poliglotta, parlando perfettamente francese e tedesco. Il 3 novembre 1697 decise di intraprendere ufficialmente la carriera religiosa entrando a far parte dell'abbazia di Fulda come novizio ed emise i propri voti religiosi il 9 novembre dell'anno successivo. Dal 1701 studiò diritto canonico a Lovanio e nel 1706 venne ordinato sacerdote.
Nel 1715 venne nominato canonico della cattedrale di Fulda e prevosto di Zella; in quest'ultima funzione si occupò di far ricostruire la chiesa prepositurale in stile barocco.
L'8 aprile 1726, alla morte di Konstantin von Buttlar, venne eletto principe-abate del monastero benedettino di Fulda e venne consacrato a tale titolo dal vescovo ausiliario di Erfurt, Christoph Ignatius von Gudenus.
Pur non avendo ottenuto la nomina a vescovo, Dalberg ebbe durante tutta la sua esperienza alla guida dell'abbazia di Fulda e del suo stato principesco, una giurisdizione semi-episcopale sul territorio, convocando un sinodo diocesano nel 1729. Questo antico privilegio era stato concesso agli abati di Fulda dal papa Zaccaria nel 751.
Dalberg tentò di migliorare l'istruzione a Fulda. Il sistema scolastico, che aveva profondamente sofferto di gravi lacune nel XVI secolo, ottenne con lui un nuovo splendore unito all'antico prestigio dal contributo unito di gesuiti e benedettini. Dalberg tentò di risollevare il merito alla cultura per cui Fulda era divenuta famosa sin dal Medioevo.

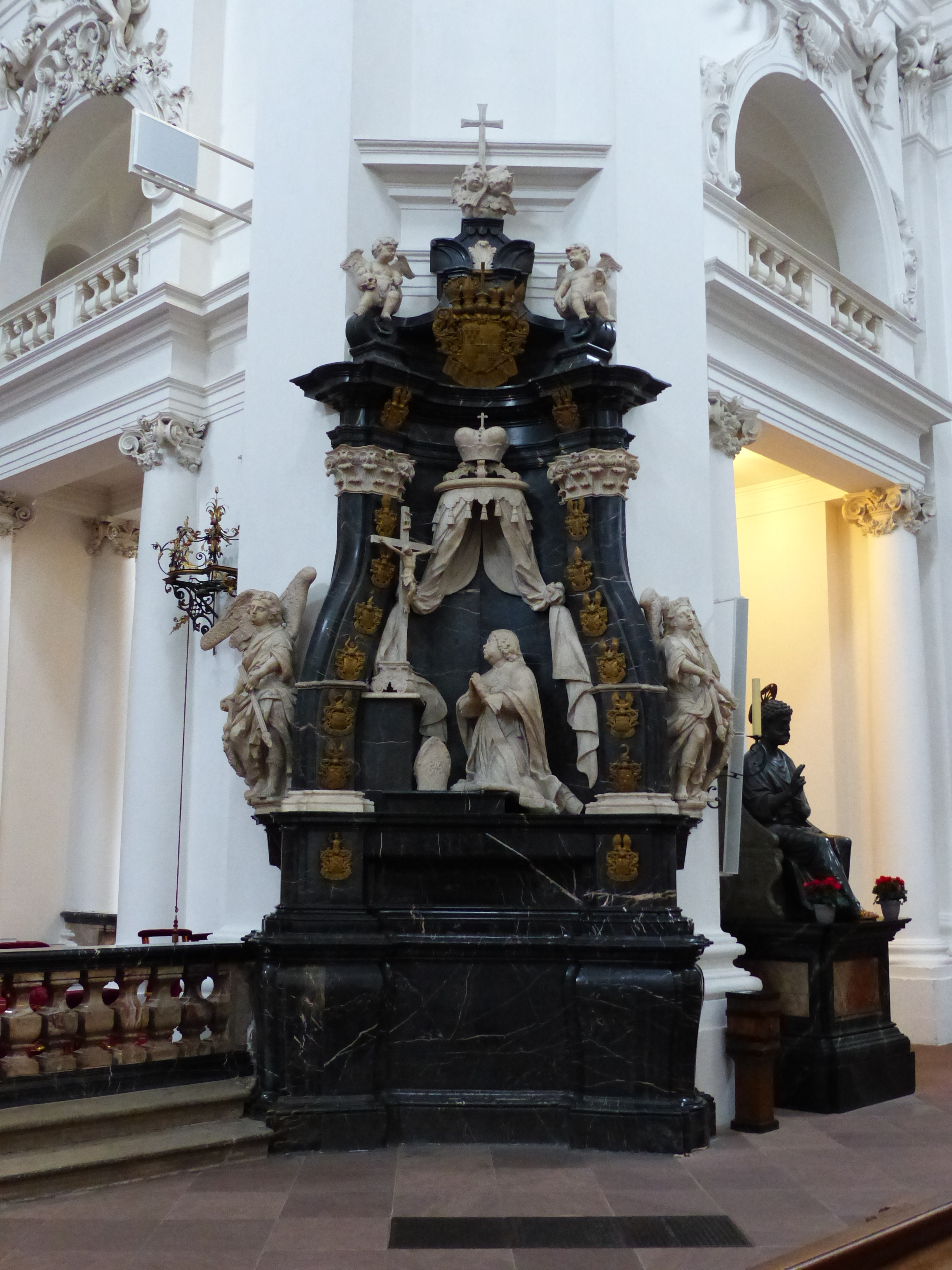
L'epitaffio di Adolf von Dalberg nella cattedrale di Fulda.

Quando Adolfo di Dalberg fondò l'università di Fulda, che venne conosciuta col nome di Alma Adolphina, le facoltà di filosofia e teologia vennero formate dall'unione di due scuole preesistenti, dirette da gesuiti e benedettini; per le nuove facoltà di giurisprudenza e medicina egli prese a servizio altri professori. Papa Clemente XII ne garantì l'atto di fondazione il 1º luglio 1732 e l'Imperatore Carlo VI, la conferma statale, il 12 marzo 1733. La solenne inaugurazione dell'università avvenne il 19 settembre 1733.
L'Adolfina fu, ad ogni modo, destinata a non avere una lunga durata. Dopo la soppressione dell'ordine dei gesuiti da parte di papa Clemente XIV nel 1773, ponendola interamente nelle mani dei benedettini, che vi insegnarono in modo discontinuo sino al 1805 quando venne chiusa, in conseguenza con le secolarizzazioni napoleoniche del 1802.
Adolf von Dalberg cadde malato il 21 giugno 1736 e morì poi nel pomeriggio del 3 novembre 1737 al castello di Hammelburg del quale egli stesso aveva promosso la costruzione. Fu sepolto il 9 novembre 1737 nella cattedrale di Fulda. Il suo cuore fu incastonato nel muro in un vaso d'argento accanto all'altare di San Bonifacio.